# Острови Фланнан
Острови Фланнан (англ. Flannan Isles) — невеликий архіпелаг, частина Зовнішніх Гебридських островів. Знаходяться в 32 кілометрах західніше острова Льюіса. Останні жителі покинули острів в 1971 році, після автоматизації маяка. Острів відомий таємничим зникненням всіх трьох наглядачів маяка в грудні 1900 року.